# Weathered
Weathered é o terceiro álbum de estúdio da banda post-grunge Creed, lançado em 20 de novembro, 2001. Algumas versões são Enhanced CDs e incluem vídeos. O álbum também contém tanto a mais curta canção do Creed ("Freedom Fighter") quanto a mais longa ("Who's Got My Back?").
Weathered foi o último álbum do Creed antes da banda se separar em 2004 e foi o único álbum do Creed a não ter a participação do baixista Brian Marshall. Mark Tremonti fez todos os baixos para Weathered, devido a saída original de Marshall da banda antes das sessões de gravação do álbum. Marshall tem, desde então, retornado a banda para fazer parte do seu álbum de 2009, Full Circle.

## Recepção
Weathered foi certificado 6x Platina pela RIAA. O álbum estreou no #1 na Billboard 200, vendendo 887,000 cópias na primeira semana de lançamento.

## Faixas
| N.º            | Título               | Compositor(es)             | Duração |  |
| 1.             | "Bullets"            | Mark Tremonti; Scott Stapp | 3:49    |  |
| 2.             | "Freedom Fighter"    | Mark Tremonti; Scott Stapp | 2:36    |  |
| 3.             | "Who's Got My Back?" | Mark Tremonti; Scott Stapp | 8:25    |  |
| 4.             | "Signs"              | Mark Tremonti; Scott Stapp | 4:29    |  |
| 5.             | "One Last Breath"    | Mark Tremonti; Scott Stapp | 3:58    |  |
| 6.             | "My Sacrifice"       | Mark Tremonti; Scott Stapp | 4:54    |  |
| 7.             | "Stand Here with Me" | Mark Tremonti; Scott Stapp | 4:17    |  |
| 8.             | "Weathered"          | Mark Tremonti; Scott Stapp | 5:30    |  |
| 9.             | "Hide"               | Mark Tremonti; Scott Stapp | 4:27    |  |
| 10.            | "Don't Stop Dancing" | Mark Tremonti; Scott Stapp | 4:33    |  |
| 11.            | "Lullaby"            | Mark Tremonti; Scott Stapp | 3:04    |  |
| Duração total: | Duração total:       | Duração total:             | 50:06   |  |

## Paradas musicais
| País/Parada (2001–02)                 | Melhor posição |
| ------------------------------------- | -------------- |
| Austrália (ARIA)                      | 3              |
| Áustria (Ö3 Austria Top 40)           | 8              |
| Canadá (Billboard)                    | 3              |
| Dinamarca (Hitlisten)                 | 26             |
| Países Baixos (Dutch Charts)          | 39             |
| Finlândia (Suomen virallinen lista)   | 35             |
| França (SNEP)                         | 101            |
| Alemanha (Offizielle Deutsche Charts) | 8              |
| Irlanda (IRMA)                        | 16             |
| Nova Zelândia (RMNZ)                  | 4              |
| Noruega (VG-lista)                    | 23             |
| Escócia (Official Scottish Albums)    | 33             |
| Suécia (Sverigetopplistan)            | 13             |
| Suíça (Schweizer Hitparade)           | 20             |
| Reino Unido (Official Albums Chart)   | 44             |
| Estados Unidos (Billboard 200)        | 1              |

| País/Parada (2001)             | Posição fixada |
| ------------------------------ | -------------- |
| Austrália (ARIA)               | 46             |
| País/Parada (2002)             | Posição fixada |
| Austrália (ARIA)               | 40             |
| Áustria (Ö3 Austria)           | 42             |
| Alemanha (Offizielle Top 100)  | 75             |
| Estados Unidos (Billboard 200) | 2              |
| País/Parada (2003)             | Posição fixada |
| Estados Unidos (Billboard 200) | 182            |

## Créditos
- Scott Stapp - vocal
- Mark Tremonti - guitarra, baixo e vocal de apoio
- Scott Phillips - bateria